# Buștenari, Prahova
Buștenari este un sat în comuna Telega din județul Prahova, Muntenia, România.
Nu există dovezi referitoare la înființarea acestei așezări. Localitatea Buștenari este menționată ca sat al comunei Telega de Jos. Spre sfârșitul secolului al XIX-lea, o dată cu apariția schelei petroliere, Buștenarii se dezvoltă cu rapiditate.